# Bataille de la Bégaudière
Guerre de Vendée
Batailles
La bataille de La Bégaudière a lieu le 21 février 1796 lors de la guerre de Vendée.

## Prélude
À la mi-février 1796, avec l'aval du général Hoche, des tractations sont engagées par l'intermédiaire de l'abbé Guesdon, curé de La Rabatelière, pour permettre à Charette de quitter la France et de lui fournir un passeport ainsi qu'un bateau pour l'Angleterre ou une escorte pour la Suisse,,. Le 20 février, Charette réunit ses hommes au village de La Bégaudière, entre Saint-Sulpice-le-Verdon et Saint-Denis-la-Chevasse,. Ses officiers l'engagent à accepter la proposition pour tenter de revenir au printemps avec les princes et les émigrés,. Après peut-être une certaine hésitation, Charette annonce qu'il refuse de quitter la France,,. Il écrit alors au général Gratien : « Depuis quand la République se croit-elle autorisée à me dicter des lois, que l'honneur et la justice réprouvent, et que ne puis adopter sans une insigne lâcheté? Depuis quand ses chefs se sont-ils cru permis de fixer les dépenses de mes voyages, d'en diriger la marche? Vaincre ou mourir pour mon Dieu ou pour mon Roi, voilà ma devise irréfragable ». L'abbé Guesdon condamne cette décision, affirmant dans une lettre à Hoche avoir été « trompé indignement par l'hypocrisie de Charette ». Quelques jours plus tard, il est assassiné dans des circonstances obscures par des soldats vendéens,.

## Forces en présence
D'après le rapport de l'adjudant-général Travot, Charette est à la tête de 130 à 150 cavaliers et de 50 fantassins au moment de l'attaque,. Dans une lettre envoyée le 24 février au Directoire exécutif, le général Lazare Hoche évoque 160 hommes.
Travot est quant à lui alors à la tête d'une colonne de 300 fantassins et 50 cavaliers.

## Déroulement
Le 21 février, les forces de Travot attaquent celles de Charette à La Bégaudière, près du moulin de la Chevasse, à une demi-lieue du bourg des Lucs-sur-Boulogne. Les républicains et les Vendéens se chargent mutuellement, mais le combat tourne rapidement à l'avantage des premiers,. Les royalistes prennent la fuite et sont poursuivis sur quatre lieues.

## Pertes
D'après l'adjudant-général Travot, les Vendéens laissent au moins 30 morts,. L'abbé Remaud, commissaire général de l'armée de Charette et rescapé de la déroute, fait état de 50 tués. L'armateur sablais André Collinet donne quant à lui dans son journal un bilan de 14 tués, et 75 prisonniers chez les Vendéens, contre « fort peu de monde » du côté des républicains. Dans une lettre adressée le 29 février au citoyen Fairan, Hoche déclare quant à lui que Charette n'a pu se sauver qu'avec quarante hommes sur les 150 qu'il était parvenu à rassembler,.
Parmi les morts figurent Louis Marin Charette de La Contrie, le frère du général, Charette de La Colinière, son cousin, et Beaumel, le commandant de la cavalerie,, ainsi que les émigrés La Porte et Jallais.
L'armateur sablais André Collinet fait également mention dans son journal de la présence de deux amazones parmi les prisonniers : Céleste de Couëtus, fille du général Couëtus, et Suzanne Poictevin de La Rochette : « Dans le nombre des prisonniers il s'est trouvé deux héroïnes qui ont été obligées de se rendre couvertes de blessures, elles combattirent à côté de Charette leur général, ces deux filles travesties en homme sont jeunes et très jolies »,.
Les républicains s'emparent de 50 à 60 chevaux,, et prennent le guidon à fleur de lys d'or et le porte-manteau de Charette à l'intérieur duquel ils trouvent des lettres et un ordre de rassemblement du matin même,.

## Conséquences
Les défaites de Charette poussent de plus en plus ses hommes et ses officiers à faire leur soumission à la République. Le jour même du combat, Pierre-Suzanne Lucas de La Championnière dépose les armes auprès du général Philippon. Pendant ce temps, Dabbaye, accompagné de 18 cavaliers, est surpris par le chef de bataillon Lesol au village de La Perraudière, près de Legé. Si un seul de ses hommes est tué et que tous les autres parviennent à s'enfuir, Dabbaye est fait prisonnier et conduit à Montaigu où il est exécuté peu après. Le 23 février, Hyacinthe Hervouët de La Robrie, Guérin le jeune et une trentaine de cavaliers viennent se rendre à Vieillevigne et fournissent aux républicains des renseignements sur Charette,,,. Le 25 février, un groupe de Vendéens est attaqué à la métairie de La Martinière, à Bournezeau : le chef de division Le Moëlle est tué, Charles de Lézardière et le chevalier de La Voyerie sont faits prisonniers et Charles Caillaud réussit à s'enfuir. Le 2 mars, le chef de division Lecouvreur dépose les armes à son tour.